# Little Carmine
Carmine "Little Carmine" Lupertazzi, Jr. fiktivni je lik iz HBO-ove televizijske serije Obitelj Soprano. Glumio ga je Ray Abruzzo. Little Carmine je kapetan u zločinačkoj obitelji Lupertazzi i sin Carminea Lupertazzija, šefa jedne od pet njujorških obitelji. 
Little Carmine pojavljuje se 2002. kad ga Tony Soprano posjećuje u Floridi kako bi potražio savjet u vezi rješavanja razmirice s Carmineom Sr. Iako se Little Carmine isprva čini nesposobnim i priglupim, kasnije postaje trn u oku Carmineova podšefa, Johnnyja Sacka, te na kraju odigrava ključnu ulogu u svrgavanju Phila Leotarda.
Carmine Sr. 2004. doživljava moždani udar i umire. Little Carmine dolazi u New York s Floride na sprovod te se ubrzo nađe usred borbe za prevlast s Johnnyjem Sackom. Kako je Little Carmine sin bivšeg šefa, donekle ima pravo, iako iznimno siromašno, na čelnu poziciju, što iritira Johnnyja. Čak ni Tony nema povjerenja u Carmineove sposobnosti. Unatoč svojem neiskustvu, Little Carmine pronalazi potporu u starom consigliereu svoga oca, Angelu Garepeu, te dugogodišnjem kapetanu obitelji Lupertazzi Rustyju Milliu. Upravo Angelo i Rusty, zajedno s Rustyjevom desnom rukom Eddiejem Pietrom, povlače većinu poteza tijekom rata između Johnnyja i Little Carminea.
Međutim, nakon ciklusa krvoprolića koje prerasta u rat, Little Carmineu se smuči nasilje te zažali zbog smrti svojih prijatelja i kolega. Na njegovu odluku posebno utječe smrt Angela Garepea. Nakon Carmineove kapitulacije, Johnny Sack postaje šef New Yorka, nakon čega ga uhiti FBI koji djeluje na osnovi informacija koje im je dao Johnnyjev consigliere Jimmy Petrille. Nakon Johnnyjeva odlaska u zatvor, Phil Leotardo postaje itvršni šef New Yorka. 2006., Little Carmine postaje investitor u filmski projekt koji je pokrenuo Christopher Moltisanti. Little Carmine organizira sastanak s Benom Kingsleyjem na kojem mu nude ulogu, koju on kasnije odbija.

## Vanjske poveznice
- Profil Little Carminea na hbo.com
- Little Carmine u internetskoj bazi filmova IMDb-u